# Bancroft (Virgínia de l'Oest)
Bancroft és una població dels Estats Units a l'estat de Virgínia de l'Oest. Segons el cens del 2008 tenia 376 habitants.

## Demografia
Segons el cens del 2000, Bancroft tenia 367 habitants, 159 habitatges, i 114 famílies. La densitat de població era de 1.012,1 habitants per km².
Dels 159 habitatges en un 24,5% hi vivien nens de menys de 18 anys, en un 59,1% hi vivien parelles casades, en un 11,3% dones solteres, i en un 27,7% no eren unitats familiars. En el 25,8% dels habitatges hi vivien persones soles el 10,7% de les quals corresponia a persones de 65 anys o més que vivien soles. El nombre mitjà de persones vivint en cada habitatge era de 2,31 i el nombre mitjà de persones que vivien en cada família era de 2,75.
Per edats la població es repartia de la següent manera: un 20,4% tenia menys de 18 anys, un 7,4% entre 18 i 24, un 27,8% entre 25 i 44, un 33,2% de 45 a 60 i un 11,2% 65 anys o més.
L'edat mediana era de 42 anys. Per cada 100 dones de 18 o més anys hi havia 86 homes.
La renda mediana per habitatge era de 28.833 $ i la renda mediana per família de 30.313 $. Els homes tenien una renda mediana de 35.417 $ mentre que les dones 20.417 $. La renda per capita de la població era de 15.888 $. Entorn del 5,5% de les famílies i el 7,4% de la població estaven per davall del llindar de pobresa.

## Poblacions properes
El següent diagrama mostra les poblacions més properes.